# Hawes
Hawes är en stad och en civil parish i North Yorkshire, England. Orten har 1 115 invånare (2001). Den har en kyrka.